# Pachira flaviflora
Pachira flaviflora är en malvaväxtart som först beskrevs av August Adriaan Pulle, och fick sitt nu gällande namn av J.L. Fernández-alonso. Pachira flaviflora ingår i släktet Pachira och familjen malvaväxter. Utöver nominatformen finns också underarten P. f. glabra.